# Copididonus alvarengai
Copididonus alvarengai är en insektsart som beskrevs av Keti Maria Rocha Zanol och Albino Morimasa Sakakibara 1984. Copididonus alvarengai ingår i släktet Copididonus och familjen dvärgstritar. Inga underarter finns listade i Catalogue of Life.